# Anne-Laure Couchepin Vouilloz
Anne-Laure Couchepin Vouilloz (* 10. Mai 1977 in Martigny) ist eine Schweizer Juristin und Politikerin (PLR). Am 13. November 2016 ist sie vom Stimmvolk zur Stadtpräsidentin von Martigny, der zweitgrössten Stadt des Kantons Wallis, gewählt worden. Sie ist die erste Frau in diesem Amt in der Geschichte des französischsprachigen Wallis.

## Leben
Anne-Laure Couchepin ist die Tochter von Alt-Bundesrat Pascal Couchepin, der ab 1984 bis 1998 ebenfalls Stadtpräsident von Martigny war. Nach der Maturität in Saint-Maurice absolvierte sie zunächst in Lausanne eine Ausbildung zur Physiotherapeutin und arbeitete bei der SUVA in Sion. Dann studierte sie an der Universität Lausanne Jura und durchlief im Wallis das Referendariat. Seither praktiziert sie als Anwältin.
Seit 2008 war sie zudem bereits als Gemeinderätin Mitglied der Exekutive, zuständig für das Schulwesen und setzte sich hier für den Ausbau des Konzepts der integrativen Schule ein. Die Primarschule Martigny erhielt unter anderem für diese Integration beim Schweizer Schulpreis 2013 einen der zwei Hauptpreise.
Anne-Laure Couchepin ist Mitglied der Kantonalen Mittelschulkommission und hat Einsitz im Verwaltungsrat des privaten kommerziellen Walliser Radiosenders Rhône FM.
Sie ist mit dem Anwalt Gonzague Vouilloz verheiratet und hat vier Kinder.